# Ifalik
L'atoll corallien d'Ifalik, également connu comme Italik ou Ifaluk, dont les habitants sont appelés des ifalukiens, est situé dans les îles Carolines dans l'Océan Pacifique. Il appartient aux îles extérieures de Yap. Il constitue une municipalité de l'État de Yap des États fédérés de Micronésie. Dans le cadre des élections législatives internes à l'État de Yap, la municipalité appartient avec celles d'Eauripik et de Faraulep au quatrième district électoral. Ce district élit pour quatre ans un sénateur au scrutin uninominal majoritaire à un tour,. L'atoll est constitué de trois îles dont seule la plus grande est habitée. Sa population s'élève à 578 personnes en 2010.

## Géographie

### Topographie

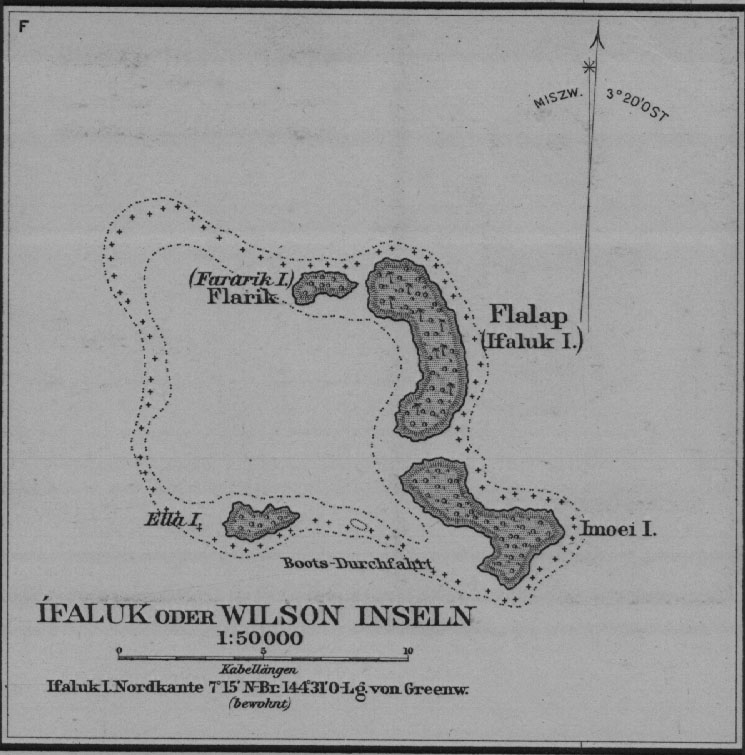
Vieille carte de l'atoll d'Ifalik datée vers 1900

L'atoll corallien d'Ifalik est localisé à 57 km à l'est de Woleai et à 730 km au sud-est des îles Yap. Il couvre une superficie de 6 km2. Il s'étend sur 3.75 km de long et jusqu'à 2,8 km de large. Il comprend un lagon de 2,43 km2 d'une profondeur maximale de 20 m. Il comporte trois îles d'une superficie totale de 1,47 km2. 
La population s'est établie sur le côté lagon de la plus grande île, Fallap, à l'est. Elle est le résultat de la réunion des anciennes îles de Flarik et de Imoei à l'île principale. Le rattachement est postérieur à 1953 pour l'île de Flarik. 
L'île d'Ella, la seconde par ordre de taille, est située au sud de l'atoll, à l'ouest de Fallap. 
Un petit îlot dénommé Elanelap émerge à l'ouest de l'atoll. Il n'apparaît pas dans une carte datée vers 1900.
Une passe d'environ 45 m de large et de 5,5 m de profondeur met en contact le lagon avec l'océan.

### Démographie
| 1925       | 1930       | 1935       | 1958 | 1967       | 1973 |
| ---------- | ---------- | ---------- | ---- | ---------- | ---- |
| 295 (est.) | 305 (est.) | 252 (est.) | 301  | 325 (est.) | 314  |

| 1980 | 1987 | 1994 | 2000 | 2010 | - |
| ---- | ---- | ---- | ---- | ---- | - |
| 389  | 477  | 653  | 561  | 578  | - |

## Histoire
Les îles Carolines sont sous domination espagnole du XVIe siècle jusqu'à la fin du XIXe siècle, mais la plupart des communautés des îles de l'actuel État de Yap n'ont que peu de contacts avec les Européens et vivent en toute indépendance. En 1885, à la suite d'un conflit entre l'Espagne et l'Allemagne, l'arbitrage de Léon XIII en confirme la possession à l'Espagne contre des avantages commerciaux pour l'Allemagne. Celle-ci acquiert ces îles en 1899 et les intègrent à la Nouvelle-guinée allemande. Au début de la première guerre mondiale, en 1914, l'empire du Japon occupe la zone. Cette occupation est légalisée dans le cadre du mandat des îles du Pacifique créé en 1919 par la Société des Nations. Les îles Carolines passent sous le contrôle des États-Unis en 1944 et les administrent en tant que territoire sous tutelle des îles du Pacifique dans le cadre d'un mandat de l'ONU reçu en 1947. Les États fédérés de Micronésie accèdent à l'indépendance en 1986.

## Toponymie
L'atolld 'Ifalik a été dénommé Faloc, Farukku, Furukku, île Flarik, Hurukku, Ifaelhuug, Ifalouk, Ifaluk, Ifelouk, Ifeluc, Ifelug, Ifeluk, Jurukku To, Two Sisters ou Wilson.